# بکدیک (ساری‌یاخچی)
بکدیک (به ترکی استانبولی: Bekdik) یک منطقهٔ مسکونی در ترکیه است که در ساری‌یاخچی واقع شده‌است.